# Podî, Țiurupînsk
Podî (în ucraineană Поди) este un sat în comuna Kostohrîzove din raionul Țiurupînsk, regiunea Herson, Ucraina.

## Demografie
Componența lingvistică a localității Podî
     Ucraineană (93,62%)
     Rusă (5,67%)
     Alte limbi (0,71%)
Conform recensământului din 2001, majoritatea populației localității Podî era vorbitoare de ucraineană (93,62%), existând în minoritate și vorbitori de rusă (5,67%).